# 唐明 (1912年)
唐明（1912年—1996年），男，湖南平江人，中华人民共和国军事人物，中国人民解放军少将，曾任山东省政协委员。